# Dragánfalva
Dragánfalva (románul Drăgănești, magyar névváltozata Dragonyesd) település Romániában, Bihar megyében.

## Fekvése
A Belényesi-medencében, a Fekete- és a Köves-Körös összefolyásától keletre, Belényestől 6 km-re délkeletre, az E79-es nagyvárad–dévai országút és a nagyvárad–vaskohi vasút mentén található, a Bihar-, a Vlegyásza- és a Béli-hegység lábánál. Északnyugaton Belényes, nyugaton a 3 km-re fekvő Köröstárkány, délen a 10 km-re levő Belényesirtás és Rény, délkeleten a 8 km-re levő Bontesd, míg északon a 20 km-re levő Bondoraszó és Tisztásfalva községek határolják.

## Története
Első írásos említése 1552-ből ismert (Draghanfalwa). A trianoni békeszerződésig Bihar vármegye Belényesi járásához tartozott. A második bécsi döntés nem érintette.

## Lakossága
1910-ben 346 lakosa volt, ebből 333 román, 13 magyar volt.
2002-ben 437 román lakta.